# Liste des médaillées olympiques féminines en judo
Voici la liste des médaillées féminines des épreuves de judo aux Jeux olympiques de 1992 à 2008.

## Catégories de poids

### Poids super-légers
| Édition        | Or                               | Argent                           | Bronze                                               |
| -------------- | -------------------------------- | -------------------------------- | ---------------------------------------------------- |
| Moins de 48 kg |                                  |                                  |                                                      |
| Barcelone 1992 | Cécile Nowak France              | Ryoko Tamura Japon               | Amarilis Savón Cuba Hülya Şenyurt Turquie            |
| Atlanta 1996   | Kye Sun-hui Corée du Nord        | Ryoko Tamura Japon               | Amarilis Savón Cuba Yolanda Soler Espagne            |
| Sydney 2000    | Ryoko Tamura Japon               | Lioubov Brouletova Russie        | Anna-Maria Gradante Allemagne Ann Simons Belgique    |
| Athènes 2004   | Ryoko Tani Japon                 | Frédérique Jossinet France       | Julia Matijass Allemagne Gao Feng Chine              |
| Pékin 2008     | Alina Alexandra Dumitru Roumanie | Yanet Bermoy Cuba                | Paula Pareto Argentine Ryoko Tani Japon              |
| Londres 2012   | Sarah Menezes Brésil             | Alina Alexandra Dumitru Roumanie | Charline Van Snick Belgique Éva Csernoviczki Hongrie |
| Rio 2016       | Paula Pareto Argentine           | Jeong Bo-kyeong Corée du Sud     | Ami Kondō Japon Otgontsetseg Galbadrakh Kazakhstan   |
| Tokyo 2020     | Distria Krasniqi Kosovo          | Funa Tonaki Japon                | Daria Bilodid Ukraine Urantsetseg Munkhbat Mongolie  |
| Paris 2024     | Natsumi Tsunoda Japon            | Bavuudorjiin Baasankhüü Mongolie | Shirine Boukli France Tara Babulfath Suède           |

### Poids mi-légers
| Édition        | Or                             | Argent                      | Bronze                                            |
| -------------- | ------------------------------ | --------------------------- | ------------------------------------------------- |
| Moins de 52 kg |                                |                             |                                                   |
| Barcelone 1992 | Almudena Muñoz Espagne         | Noriko Mizoguchi Japon      | Li Zhongyun Chine Sharon Rendle Royaume-Uni       |
| Atlanta 1996   | Marie-Claire Restoux France    | Hyun Sook-hee Corée du Nord | Noriko Sugawara Japon Legna Verdecia Cuba         |
| Sydney 2000    | Legna Verdecia Cuba            | Noriko Narazaki Japon       | Liu Yuxiang Chine Kye Sun-hui Corée du Nord       |
| Athènes 2004   | Xian Dongmei Chine             | Yuki Yokosawa Japon         | Amarilis Savón Cuba Ilse Heylen Belgique          |
| Pékin 2008     | Xian Dongmei Chine             | An Kum-ae Corée du Nord     | Soraya Haddad Algérie Misato Nakamura Japon       |
| Londres 2012   | An Kum-ae Corée du Nord        | Janet Bermoy-Acosta Cuba    | Rosalba Forciniti Italie Priscilla Gneto France   |
| Rio 2016       | Majlinda Kelmendi Kosovo       | Odette Giuffrida Italie     | Misato Nakamura Japon Natalia Kuzyutina Russie    |
| Tokyo 2020     | Uta Abe Japon                  | Amandine Buchard France     | Chelsie Giles Royaume-Uni Odette Giuffrida Italie |
| Paris 2024     | Diyora Keldiyorova Ouzbékistan | Distria Krasniqi Kosovo     | Larissa Pimenta Brésil Amandine Buchard France    |

### Poids légers
| Édition        | Or                         | Argent                         | Bronze                                               |
| -------------- | -------------------------- | ------------------------------ | ---------------------------------------------------- |
| Moins de 56 kg |                            |                                |                                                      |
| Barcelone 1992 | Miriam Blasco Soto Espagne | Nicola Fairbrother Royaume-Uni | Driulis González Cuba Chiyori Tateno Japon           |
| Atlanta 1996   | Driulis González Cuba      | Jung Sun-yong Corée du Sud     | Isabel Fernández Espagne Marisabel Lomba Belgique    |
| Moins de 57 kg |                            |                                |                                                      |
| Sydney 2000    | Isabel Fernández Espagne   | Driulis González Cuba          | Kie Kusakabe Japon Maria Pekli Australie             |
| Athènes 2004   | Yvonne Bönisch Allemagne   | Kye Sun-hui Corée du Nord      | Deborah Gravenstijn Pays-Bas Yurisleidy Lupetey Cuba |
| Pékin 2008     | Giulia Quintavalle Italie  | Deborah Gravenstijn Pays-Bas   | Ketleyn Quadros Brésil Xu Yan Chine                  |
| Londres 2012   | Kaori Matsumoto Japon      | Corina Căprioriu Roumanie      | Marti Malloy États-Unis Automne Pavia France         |
| Rio 2016       | Rafaela Silva Brésil       | Dorjsürengiin Sumiyaa Mongolie | Kaori Matsumoto Japon Telma Monteiro Portugal        |
| Tokyo 2020     | Nora Gjakova Kosovo        | Sarah-Léonie Cysique France    | Jessica Klimkait Canada Tsukasa Yoshida Japon        |
| Paris 2024     | Christa Deguchi Canada     | Huh Mi-mi Corée du Sud         | Sarah-Léonie Cysique France Haruka Funakubo Japon    |

### Poids mi-moyens
| Édition        | Or                          | Argent                       | Bronze                                                      |
| -------------- | --------------------------- | ---------------------------- | ----------------------------------------------------------- |
| Moins de 61 kg |                             |                              |                                                             |
| Barcelone 1992 | Catherine Fleury France     | Yael Arad Israël             | Ielena Petrova Équipe unifiée de l’ex-URSS Di Zhang Chine   |
| Atlanta 1996   | Yuko Emoto Japon            | Gella Vandecaveye Belgique   | Jenny Gal Pays-Bas Jung Sung-sook Corée du Sud              |
| Moins de 63 kg |                             |                              |                                                             |
| Sydney 2000    | Séverine Vandenhende France | Li Shufang Chine             | Jung Sung-sook Corée du Sud Gella Vandecaveye Belgique      |
| Athènes 2004   | Ayumi Tanimoto Japon        | Claudia Heill Autriche       | Urška Žolnir Slovénie Driulis González Cuba                 |
| Pékin 2008     | Ayumi Tanimoto Japon        | Lucie Décosse France         | Elisabeth Willeboordse Pays-Bas Won Ok-im Corée du Nord     |
| Londres 2012   | Urška Žolnir Slovénie       | Xu Lili Chine                | Yoshie Ueno Japon Gévrise Émane France                      |
| Rio 2016       | Tina Trstenjak Slovénie     | Clarisse Agbegnenou France   | Yarden Gerbi Israël Anicka van Emden Pays-Bas               |
| Tokyo 2020     | Clarisse Agbegnenou France  | Tina Trstenjak Slovénie      | Catherine Beauchemin-Pinard Canada Maria Centracchio Italie |
| Paris 2024     | Andreja Leški Slovénie      | Prisca Awiti Alcaraz Mexique | Clarisse Agbegnenou France Laura Fazliu Kosovo              |

### Poids moyens
| Édition        | Or                       | Argent                      | Bronze                                                |
| -------------- | ------------------------ | --------------------------- | ----------------------------------------------------- |
| Moins de 66 kg |                          |                             |                                                       |
| Barcelone 1992 | Odalis Revé Cuba         | Emanuela Pierantozzi Italie | Kate Howey Royaume-Uni Heidi Rakels Belgique          |
| Atlanta 1996   | Cho Min-sun Corée du Sud | Aneta Szczepanska Pologne   | Wang Xianbo Chine Claudia Zwiers Pays-Bas             |
| Moins de 70 kg |                          |                             |                                                       |
| Sydney 2000    | Sibelis Veranes Cuba     | Kate Howey Royaume-Uni      | Cho Min-sun Corée du Sud Ylenia Scapin Italie         |
| Athènes 2004   | Masae Ueno Japon         | Edith Bosch Pays-Bas        | Qin Dongya Chine Annett Böhm Allemagne                |
| Pékin 2008     | Masae Ueno Japon         | Anaysi Hernandez Cuba       | Ronda Rousey États-Unis Edith Bosch Pays-Bas          |
| Londres 2012   | Lucie Décosse France     | Kerstin Thiele Allemagne    | Yuri Alvear Colombie Edith Bosch Pays-Bas             |
| Rio 2016       | Haruka Tachimoto Japon   | Yuri Alvear Colombie        | Sally Conway Royaume-Uni Laura Vargas-Koch Allemagne  |
| Tokyo 2020     | Chizuru Arai Japon       | Michaela Polleres Autriche  | Madina Taimazova Sanne van Dijke Pays-Bas             |
| Paris 2024     | Barbara Matić Croatie    | Miriam Butkereit Allemagne  | Michaela Polleres Autriche Gabriella Willems Belgique |

### Poids mi-lourds
| Édition        | Or                        | Argent                    | Bronze                                                 |
| -------------- | ------------------------- | ------------------------- | ------------------------------------------------------ |
| Moins de 72 kg |                           |                           |                                                        |
| Barcelone 1992 | Kim Mi-jung Corée du Sud  | Yoko Tanabe Japon         | Irene de Kok Pays-Bas Laetitia Meignan France          |
| Atlanta 1996   | Ulla Werbrouck Belgique   | Yoko Tanabe Japon         | Diadenis Luna Cuba Ylenia Scapin Italie                |
| Moins de 78 kg |                           |                           |                                                        |
| Sydney 2000    | Tang Lin Chine            | Céline Lebrun France      | Emanuela Pierantozzi Italie Simona Richter Roumanie    |
| Athènes 2004   | Noriko Anno Japon         | Liu Xia Chine             | Lucia Morico Italie Yurisel Laborde Cuba               |
| Pékin 2008     | Yang Xiuli Chine          | Yalennis Castillo Cuba    | Jeong Gyeong-mi Corée du Sud Stéphanie Possamaï France |
| Londres 2012   | Kayla Harrison États-Unis | Gemma Gibbons Royaume-Uni | Audrey Tcheuméo France Mayra Aguiar Brésil             |
| Rio 2016       | Kayla Harrison États-Unis | Audrey Tcheuméo France    | Mayra Aguiar Brésil Anamari Velenšek Slovénie          |
| Tokyo 2020     | Shori Hamada Japon        | Madeleine Malonga France  | Mayra Aguiar Brésil Anna-Maria Wagner Allemagne        |
| Paris 2024     | Alice Bellandi Italie     | Inbar Lanir Israël        | Ma Zhenhao Chine Patricia Sampaio Portugal             |

### Poids lourds
| Édition        | Or                   | Argent                | Bronze                                             |
| -------------- | -------------------- | --------------------- | -------------------------------------------------- |
| Plus de 72 kg  |                      |                       |                                                    |
| Barcelone 1992 | Zhuang Xiaoyan Chine | Estela Rodríguez Cuba | Natalina Lupino France Yoko Sakaue Japon           |
| Atlanta 1996   | Sun Fuming Chine     | Estela Rodríguez Cuba | Christine Cicot France Johanna Hagn Allemagne      |
| Plus de 78 kg  |                      |                       |                                                    |
| Sydney 2000    | Yuan Hua Chine       | Daima Beltrán Cuba    | Kim Seon-young Corée du Sud Mayumi Yamashita Japon |
| Athènes 2004   | Maki Tsukada Japon   | Daima Beltrán Cuba    | Tea Dongouzachvili Russie Sun Fuming Chine         |
| Pékin 2008     | Tong Wen Chine       | Maki Tsukada Japon    | Lucija Polavder Slovénie Idalys Ortíz Cuba         |
| Londres 2012   | Idalys Ortíz Cuba    | Mika Sugimoto Japon   | Karina Bryant Royaume-Uni Tong Wen Chine           |
| Rio 2016       | Émilie Andéol France | Idalys Ortíz Cuba     | Kanae Yamabe Japon Yu Song Chine                   |
| Tokyo 2020     | Akira Sone Japon     | Idalys Ortíz Cuba     | Romane Dicko France Iryna Kindzerska Azerbaïdjan   |
| Paris 2024     | Beatriz Souza Brésil | Raz Hershko Israël    | Kim Ha-yun Corée du Sud Romane Dicko France        |

## Source
- (fr) Base de données du Comité international olympique, site officiel